# Komsomolskaja (Kolzewaja-Linie)

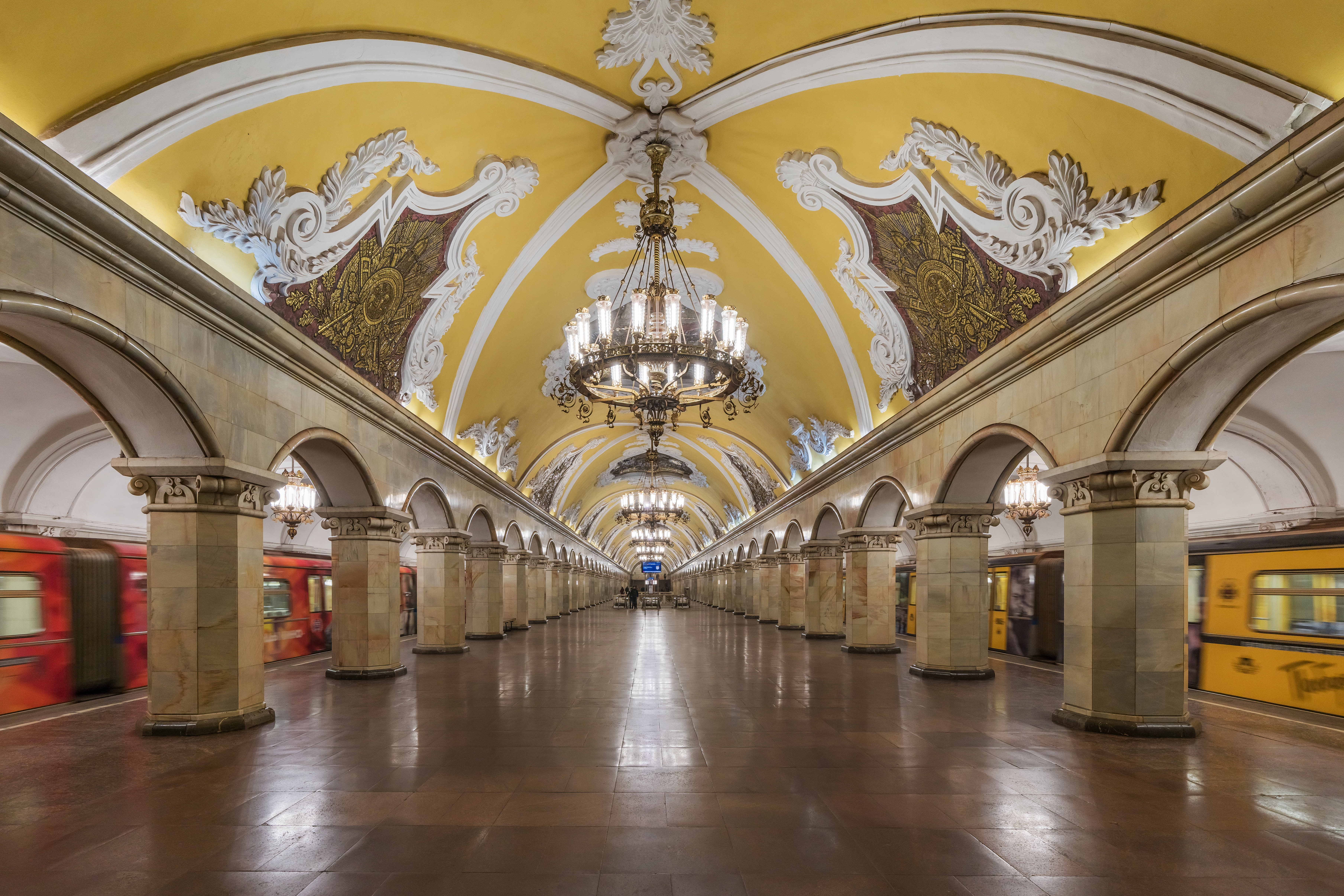
Bahnsteig der Kolzewaja-Linie mit Zügen

Komsomolskaja (russisch Комсомольская Ausspracheⓘ) ist der Name einer Station der Metro Moskau an der Ringlinie. Diese wurde am 30. Januar 1952 in Betrieb genommen und gilt als Bestandteil eines großen Verkehrsknotenpunktes, da sie in unmittelbarer Nähe dreier Fernbahnhöfe liegt.

## Lage
Die Station liegt im östlichen Moskauer Zentrum direkt unter dem Komsomolskaja-Platz, der, seinerzeit benannt zu Ehren der sowjetischen Jugendorganisation Komsomol, auch der Station ihren Namen gegeben hat. An den Platz und somit an die Metrostation grenzen drei Fernbahnhöfe – der Kasaner, der Jaroslawler und der Leningrader Bahnhof – sowie mit dem Bahnhof Kalantschowskaja zusätzlich ein Regionalbahnhof an.

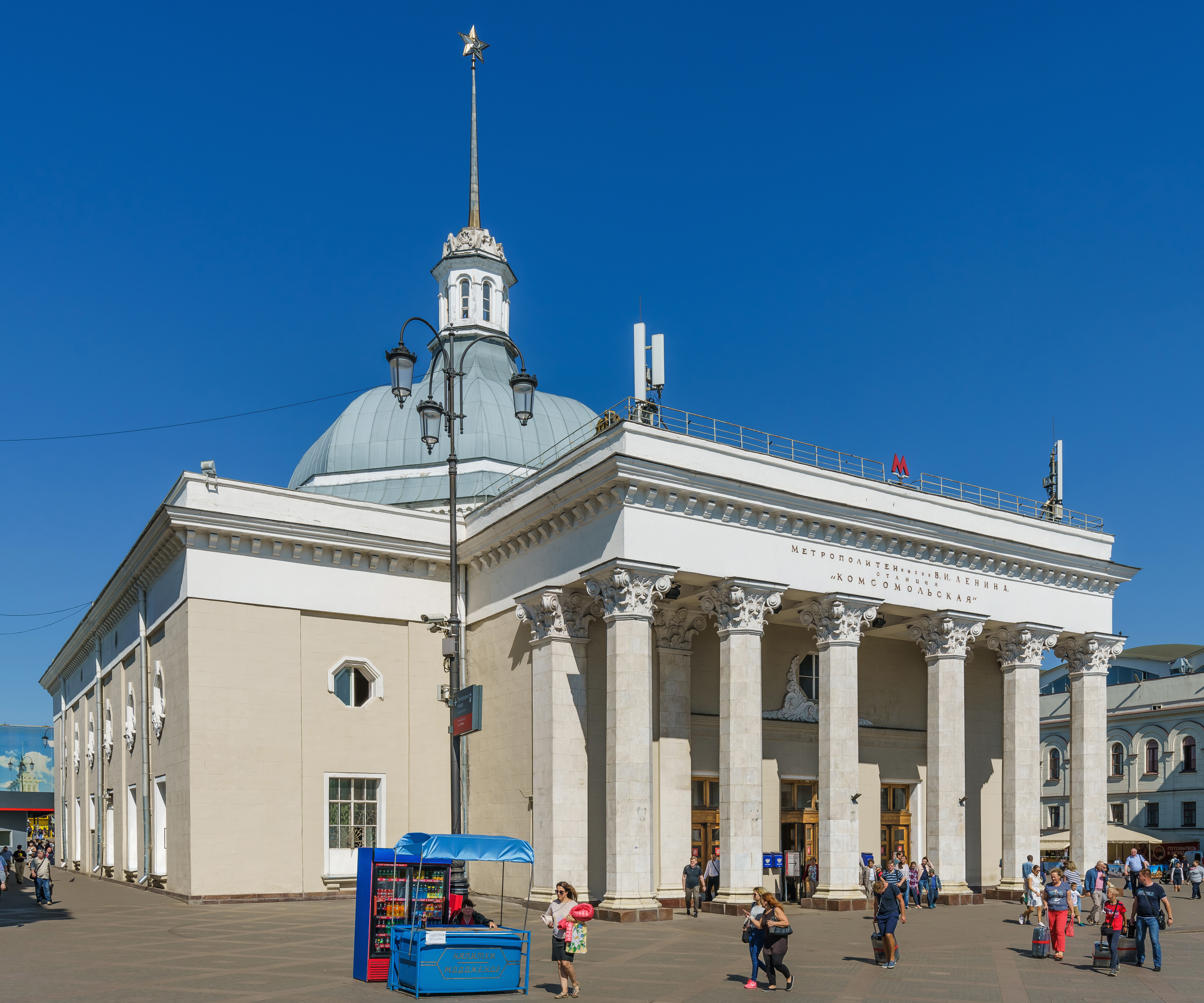
Eingangshalle auf dem Komsomolskaja-Platz zwischen Leningrader und Jaroslawler Bahnhof

Die Station Komsomolskaja bietet Umsteigemöglichkeit zur gleichnamigen Station der Sokolnitscheskaja-Linie. Mit ihr hat sie auch ein gemeinsames Eingangsgebäude an der Nordseite des Komsomolskaja-Platzes, direkt zwischen dem Jaroslawler und dem Leningrader Bahnhof. Zum Kasaner Bahnhof, der sich an der Südseite des Platzes befindet, gelangt man durch den Übergang zur Sokolnitscheskaja-Linie oder von der Nordseite des Platzes aus durch einen Fußgängertunnel.
Zur Sokolnitscheskaja-Linie führt ein Gang, der mit Rolltreppen in der Mitte des Bahnsteigs zu erreichen ist. Alternativ kann sie aber auch über das gemeinsame Eingangsgebäude erreicht werden. Zu diesem führt eine Rolltreppe am nördlichen Ende der Bahnsteighalle.

## Architektur
Die Station Komsomolskaja liegt 37 Meter unter der Erde. Sie wurde im Rahmen der Inbetriebnahme des zweiten Teilstücks der Kolzewaja-Linie von Kurskaja bis Belorusskaja eröffnet.

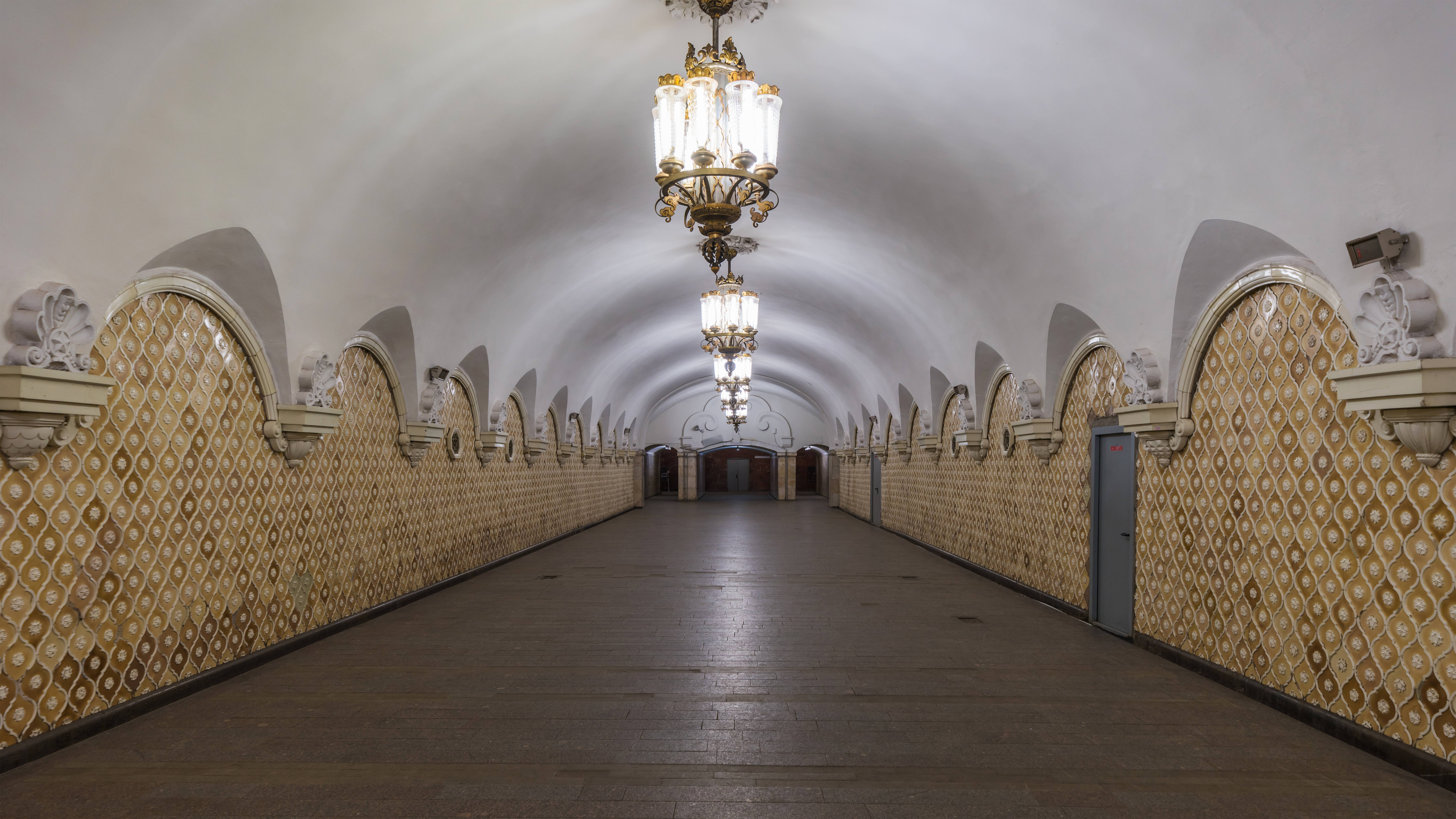
Umsteigetunnel zur Sokolnitscheskaja-Linie

Zentrales Element der Station ist ihr 190 m langer und 10 m breiter Mittelbahnsteig, der von einer bogenförmigen, von 68 marmornen achteckigen Säulen gestützten Decke von bis zu neun Metern Höhe überspannt wird. Mit dieser Konstruktion gehört die Komsomolskaja, wie auch die meisten Stationen der in den frühen 1950er-Jahren erbauten Ringlinie, zu den architektonisch prunkvollsten Bauwerken der Moskauer U-Bahn. Die Bahnsteighalle wurde nach einem Entwurf des renommierten Architekten Alexei Schtschussew erbaut, der die Eröffnung der Station selbst nicht mehr erlebte und für dieses Projekt posthum mit dem Stalinpreis ausgezeichnet wurde. Eine weitere Auszeichnung erfolgte im Jahr 1958, die Station erhielt den Grand Prix („Grand Prize“) der Expo 58 in Brüssel.

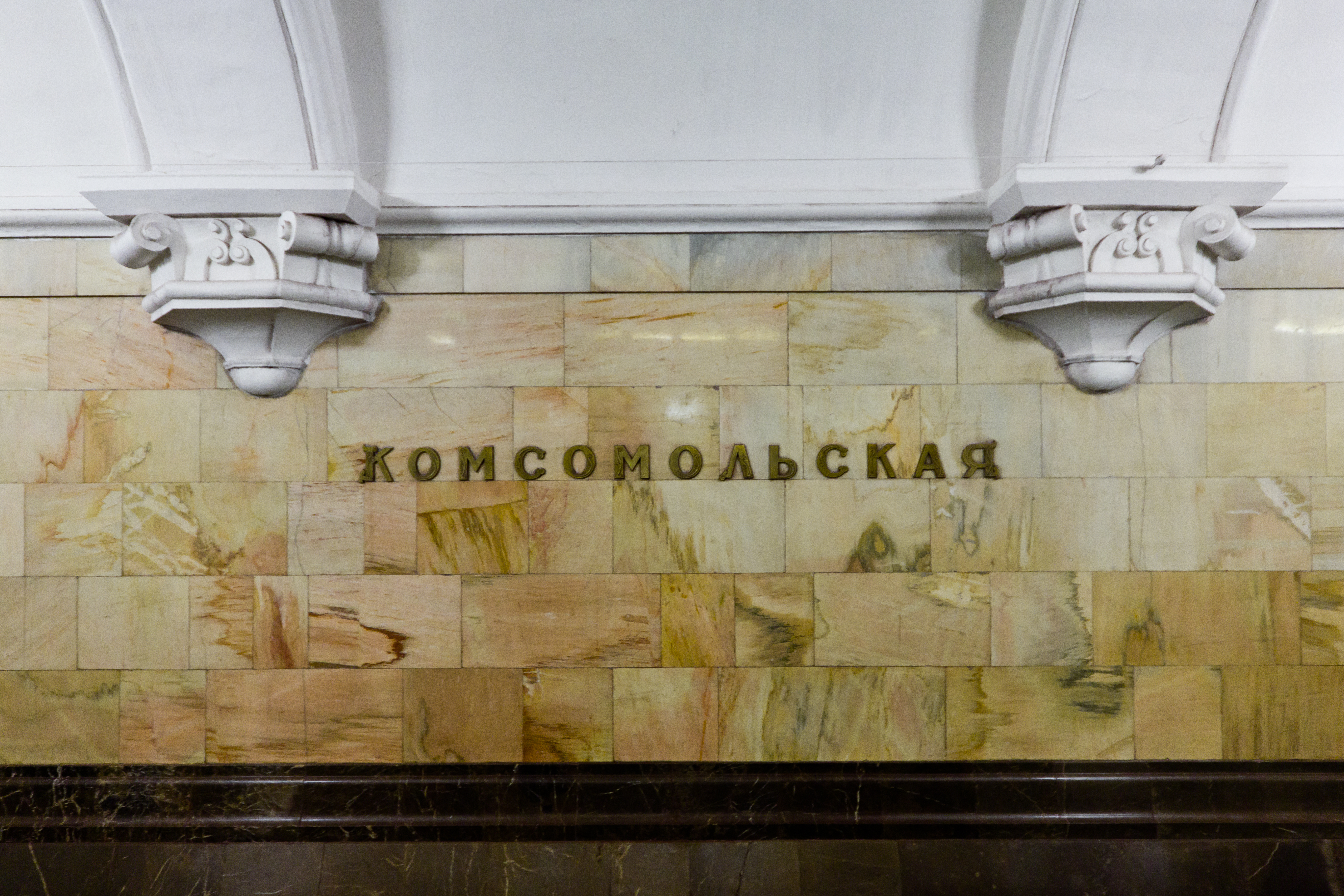
Gleisrückwand aus Marmor, hier mit dem kyrillischen Bahnhofsnamen in goldenen Lettern

Neben mehreren mächtigen Kronleuchtern, die über dem Mittelbereich der Bahnsteighalle hängen, gehören die Mosaiken an der Decke der Halle zu den auffälligsten Merkmalen der Station. Sie wurden vom Künstler Pawel Korin erschaffen und sind allesamt den russischen Nationalhelden verschiedener Zeitepochen gewidmet, darunter Fürst Alexander Newski, Großfürst Dmitri Donskoi und Feldmarschall Michail Kutusow. Ursprünglich zierte auch ein Abbild Josef Stalins als Sieger über Deutschland im Zweiten Weltkrieg die Bahnsteighalle. Es wurde jedoch 1963 im Zuge der sogenannten Entstalinisierung entfernt und durch ein Motiv mit dem Revolutionsführer Lenin ersetzt. 1951 erhielt Korin für die Mosaiken der Komsomolskaja ebenfalls den Stalinpreis.

## Ausbauplanungen
Bislang verfügt die Station über einen einzigen Ausgang, der in das gemeinsame Eingangsvestibül mit der Station Komsomolskaja der Sokolnitscheskaja-Linie führt. Es existieren jedoch langfristige Pläne für einen zweiten Ausgang, der am südlichen Ende der Bahnsteighalle errichtet werden soll.